# Лекс Ланд
Алекса Холанд (родена на 25 декември 1986 г.), по-известна с името/прякора Лекс Ланд, е американска текстописка и певица от Остин, Тексас. Нейният дебютен албум излиза на 25 март 2008 г. и се казва Orange Days On Lemon Street. Нейната музика е популяризирана в американски телевизионни предавания като Castle и One Tree Hill. Тя е дъщеря на Декстър Холанд, вокалиста и ритъм китариста на американската пънк рок група Офспринг.

## Албуми
- Orange Days On Lemon Street (Студиен Албум, 2008)
- Lex Land:Live From KCRW (Концертен Албум, 2009)
- Were My Sweetheart To Go (Студиен Албум, 2011)
- Santa Baby (Сингъл, 2011)
- I Can't Make You Love Me (Сингъл, 2012)